# Partito della Libertà di Dominica
Il Partito della Libertà di Dominica è un partito politico di centrodestra dominicense.

## Risultati elettorali
| Elezione | Voti          | %             | Seggi         |
| -------- | ------------- | ------------- | ------------- |
| 2000     | 4.858         | 13,06         | 2 / 21        |
| 2005     | 1.194         | 3,15          | 0 / 21        |
| 2009     | 866           | 2,39          | 0 / 21        |
| 2014     | non partecipa | non partecipa | non partecipa |
| 2019     | non partecipa | non partecipa | non partecipa |